# NGC 6185
NGC 6185 est une vaste et lointaine galaxie spirale située dans la constellation d'Hercule. Sa vitesse par rapport au fond diffus cosmologique est de 10 325 ± 32 km/s, ce qui correspond à une distance de Hubble de 152 ± 11 Mpc (∼496 millions d'al). NGC 6185 a été découverte par l'astronome britannique John Herschel en 1827.